# Amieva (Parroquia)
Amieva  ist ein Parroquia in der gleichnamigen Gemeinde Amieva der autonomen Region Asturien.

## Geographie
Das Parroquia mit seinen 107 Einwohnern (Stand 2011) hat eine Grundfläche von 50 km² und liegt auf 612 m. Das Parroquia von Amieva umfasst die Weiler und Dörfer:
- Amieva – 106 Einwohner 2011 43° 14′ 44″ N, 5° 4′ 23″ W
- El Restañu – 1 Einwohner 2011
- El Siete – unbewohnt 2007
- La Carrera
- Entecueva

## Fiesta
- 8. September: Nuestra Señora en Amieva

## Klima
Der Sommer ist angenehm mild, aber auch sehr feucht. Der Winter ist ebenfalls mild und nur in den Hochlagen streng.

## Sehenswürdigkeiten
- Kirche San Juan in Amieva von 1613